# Annie Foreman-Mackey

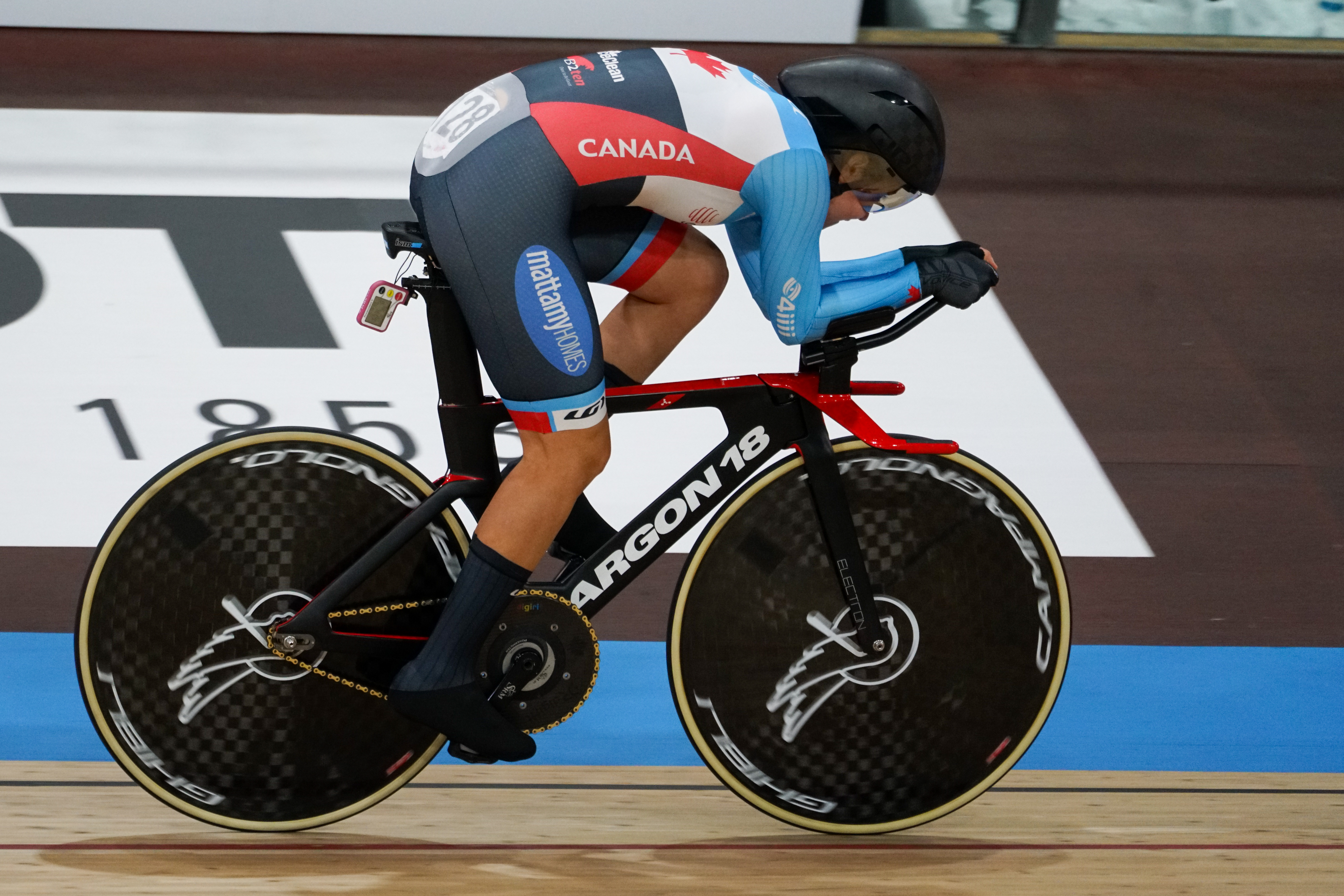
Foreman-Mackey in der Qualifikation der Einerverfolgung bei der Bahn-WM 2020

Annie Foreman-Mackey (* 26. Juni  1991 in Kingston) ist eine kanadische Radrennfahrerin.

## Sportliche Laufbahn
Annie Foreman-Mackey begann ihre sportliche Laufbahn als Schwimmerin, zuletzt war sie als Freierwasserschwimmerin in einem Team ihrer Universität, der McMaster University in Hamilton, aktiv. Dann entdeckte sie den Radsport für sich, fuhr zunächst Mountainbike, dann Rennen auf der Straße und schließlich auch auf der Bahn.
2015 errang Foreman-Mackey bei den Panamerikanischen Meisterschaften die Bronzemedaille in der Einerverfolgung, im Jahr darauf wurde sie Dritte bei den Weltmeisterschaften in derselben Disziplin. Ebenfalls 2016 wurde sie kanadische Meisterin im Straßenrennen. 2017 errang sie mit dem kanadischen Team zweimal Gold bei Läufen des Bahnrad-Weltcup 2017/18 und wurde kanadische Meisterin in dieser Disziplin. Mit Allison Beveridge, Ariane Bonhomme und Stephanie Roorda holte sie 2018 Bronze in der Mannschaftsverfolgung bei den Commonwealth Games. 2019 wurde sie Beveridge, Bonhomme und Georgia Simmerling Panamerikameisterin in der Mannschaftsverfolgung; in der Einerverfolgung errang sie Silber.
2021 startete Foreman-Mackey bei den Olympischen Spielen in Tokio und belegte gemeinsam mit Beveridge, Bonhomme, Simmerling und Jasmin Duehring Platz vier in der Mannschaftsverfolgung. Anfang Januar 2022 kündigte sie ihren Rücktritt vom Leistungsradsport an, um sich auf ihr Medizinstudium zu konzentrieren.

## Erfolge

### Bahn
2015
- Panamerikameisterschaft – Einerverfolgung

2016
- Weltmeisterschaft – Einerverfolgung
- Weltcup in Hongkong – Mannschaftsverfolgung (mit Laura Brown, Stephanie Roorda und Georgia Simmerling)

2017
- Weltcup in Milton – Mannschaftsverfolgung (mit Ariane Bonhomme, Kinley Gibson und Allison Beveridge)
- Weltcup in Santiago de Chile – Mannschaftsverfolgung (mit Bryony Botha, Racquel Sheath und Allison Beveridge)
- Kanadische Meisterin – Mannschaftsverfolgung (mit Allison Beveridge, Jasmin Duehring und Katherine Maine)

2018
- Commonwealth Games – Mannschaftsverfolgung (mit Allison Beveridge, Ariane Bonhomme und Stephanie Roorda)
- Kanadische Meisterin – Einerverfolgung, Mannschaftsverfolgung (mit Kinley Gibson, Ariane Bonhomme und Laurie Jussaume)

2019
- Panamerikameisterin – Mannschaftsverfolgung (mit Allison Beveridge, Ariane Bonhomme und Georgia Simmerling)
- Panamerikameisterschaft – Einerverfolgung

### Straße
2016
- Kanadische Meisterin – Straßenrennen